# بيلي كليمنتس
بيلي كليمنتس (بالإنجليزية: Bailey Clements)‏ هو لاعب كرة قدم بريطاني في مركز الدفاع، ولد في 15 نوفمبر 2000. لعب مع إيبسويتش تاون.

## وصلات خارجية
- بيلي كليمنتس على موقع قاعدة بيانات كرة القدم.إي يو (الإنجليزية)
- بيلي كليمنتس على موقع Soccerbase.com (لاعب) (الإنجليزية)